# Ciudad Chemuyil
Ciudad Chemuyil är en ort i Mexiko.   Den ligger i kommunen Tulum och delstaten Quintana Roo, i den östra delen av landet, 1 200 km öster om huvudstaden Mexico City. Ciudad Chemuyil ligger 8 meter över havet och antalet invånare är 1 377.
Terrängen runt Ciudad Chemuyil är mycket platt. Havet är nära Ciudad Chemuyil åt sydost.  Närmaste större samhälle är Tulum, 19,0 km sydväst om Ciudad Chemuyil. 